# بونجلوانج سور سنجيو
بونجلوانج سور سنجيو (بالتايلندية: ผึ้งหลวง ส.สิงห์อยู่)‏ مواليد 16 أبريل 1988 في محافظة يوثاي ثاني، تايلاند، هو ملاكم محترف تايلندي يصنف ضمن فئة وزن الديك. حقق بطولة منظمة الملاكمة العالمية.

## روابط خارجية
- بونجلوانج سور سنجيو على موقع بوكس ريك (الإنجليزية) (registration required)